# Margreth Falkner
Margreth Falkner (* 24. Juli 1975 in Zams, Tirol) ist eine österreichische Politikerin (ÖVP) und seit 24. Oktober 2024 Abgeordnete zum Nationalrat.

## Leben

### Ausbildung und Beruf
Margreth Falkner besuchte die Volksschule in See, danach die Hauptschule und die Polytechnische Schule in Kappl. Danach machte sie eine Lehre zur Einzelhandelskauffrau, wurde Verkäuferin und dann Abteilungsleiterin im Verkauf. 

### Politik und Funktionen
Im Jahr 1998 nahm Margreth Falkner eine Stelle als Direktionsassistentin zum Tiroler Bauernbund an, wurde dann 2004 Gemeinde-Jugendberaterin und war von 2007 bis 2024 Bereichsleiterin für Gemeinden, Organisation und Marketing bei der Tiroler Volkspartei.
1999 wurde Falkner Landesleiterin der Tiroler Jungbauernschaft und 2019 Landesgeschäftsführerin der Tirolerinnen in der Volkspartei. Ab 2022 war sie Mitglied des Gemeinderates von Umhausen und Landesgeschäftsführer-Stellvertreterin der Tiroler Volkspartei. 
Bei der Nationalratswahl 2024 erreichte Falkner mehr als 8.363 Vorzugsstimmen im Regionalwahlkreis Oberland und gemeinsam mit ihrer Partei ein Grundmandat, über welches sie in den Nationalrat in der XXVIII. Gesetzgebungsperiode einzog. Dort ist sie Ersatzmitglied des Budgetausschusses.